# رالف إدواردز
رالف إدواردز (بالإنجليزية: Ralph Edwards)‏ هو لاعب كرة قاعدة أمريكي، ولد في 14 ديسمبر 1882 في بروستر في الولايات المتحدة، وتوفي في 5 يناير 1949 في وايت بلينس في الولايات المتحدة.

## وصلات خارجية
- رالف إدواردز على موقعبيزبول رفرنس.كوم (الدوري الرئيسي) (الإنجليزية)
- رالف إدواردز على موقعبيزبول رفرنس.كوم (الدوري الثانوي) (الإنجليزية)